# Dzogchen Rinpoche
Dzogchen Rinpoche (tibetisch ཛོགས་ཆེན་རིན་པོ་ཆེ། Wylie rdzogs chen rin po che) oder Dzogchen Pema Rigdzin (tibetisch ཛོགས་ཆེན་པདམ་རིག་འཛིན། Wylie rdzogs chen pad ma rig 'dzin) ist eine Linie der Nyingma-Tradition des tibetischen Buddhismus, die auf Pema Rigdzin (tib.: pad ma rig 'dzin; 1625–1697), den ersten Dzogchen Rinpoche und Gründer des Klosters Dzogchen, zurückgeht. Dharmakönig Tenzin Longdock Nyima (1974- ) ist das derzeitige Oberhaupt in Tibet und Dharmakönig Jikme Losel Wangpo (1964- ) das Oberhaupt in Indien.

## Liste der Dzogchen Rinpoches
| #    | Name (Liste tibetischer Namen und Titel) | Lebensdaten     | tibetisch            | Umschrift nach Wylie             |
| ---- | ---------------------------------------- | --------------- | -------------------- | -------------------------------- |
| 1.   | Pema Rigdzin                             | 1625–1697       | པདམ་རིག་འཛིན།          | pad ma rig 'dzin                 |
| 2.   | Gyurme Thegchog Tendzin                  | 1699–1758       |                      | 'gyur med theg mchog bstan 'dzin |
| 3.   | Ngedön Tendzin Sangpo                    | 1759–1792       |                      | nges don bstan 'dzin bzang po    |
| 4.   | Migyur Namkhe Dorje                      | 1793–1870       |                      | mi 'gyur nam mkha'i rdo rje      |
| 5.   | Thubten Chökyi Dorje                     | 1872–1935       |                      | thub bstan chos kyi rdo rje      |
| 6.   | Jigdral Changchub Dorje                  | 1935–1958       |                      | 'jigs bral byang chub rdo rje    |
| 7.1. | Jigme Losel Wangpo                       | *1964 in Indien | འཇིགས་མེད་བློ་གསལ་དབང་པོ། | 'jigs med blo gsal dbang po      |
| 7.2. | Tendzin Lungtog Nyima                    | *1974 in Tibet  |                      | bstan 'dzin lung rtogs nyi ma    |